# Brezje pod Nanosom
Brezje pod Nanosom je naselje u slovenskoj Općini Postojni. Brezje pod Nanosom se nalazi u pokrajini Notranjskoj i statističkoj regiji Notranjsko-kraškoj. 

## Stanovništvo
Prema popisu stanovništva iz 2002. godine naselje je imalo 31 stanovnika.